# Microregione di Rio Formoso
Rio Formoso è una microregione dello Stato del Tocantins in Brasile appartenente alla mesoregione Ocidental do Tocantins.

## Comuni
Comprende 13 comuni:
- Araguaçu
- Chapada de Areia
- Cristalândia
- Dueré
- Fátima
- Formoso do Araguaia
- Lagoa da Confusão
- Nova Rosalândia
- Oliveira de Fátima
- Paraíso do Tocantins
- Pium
- Pugmil
- Sandolândia